# Liste des réserves indiennes aux États-Unis

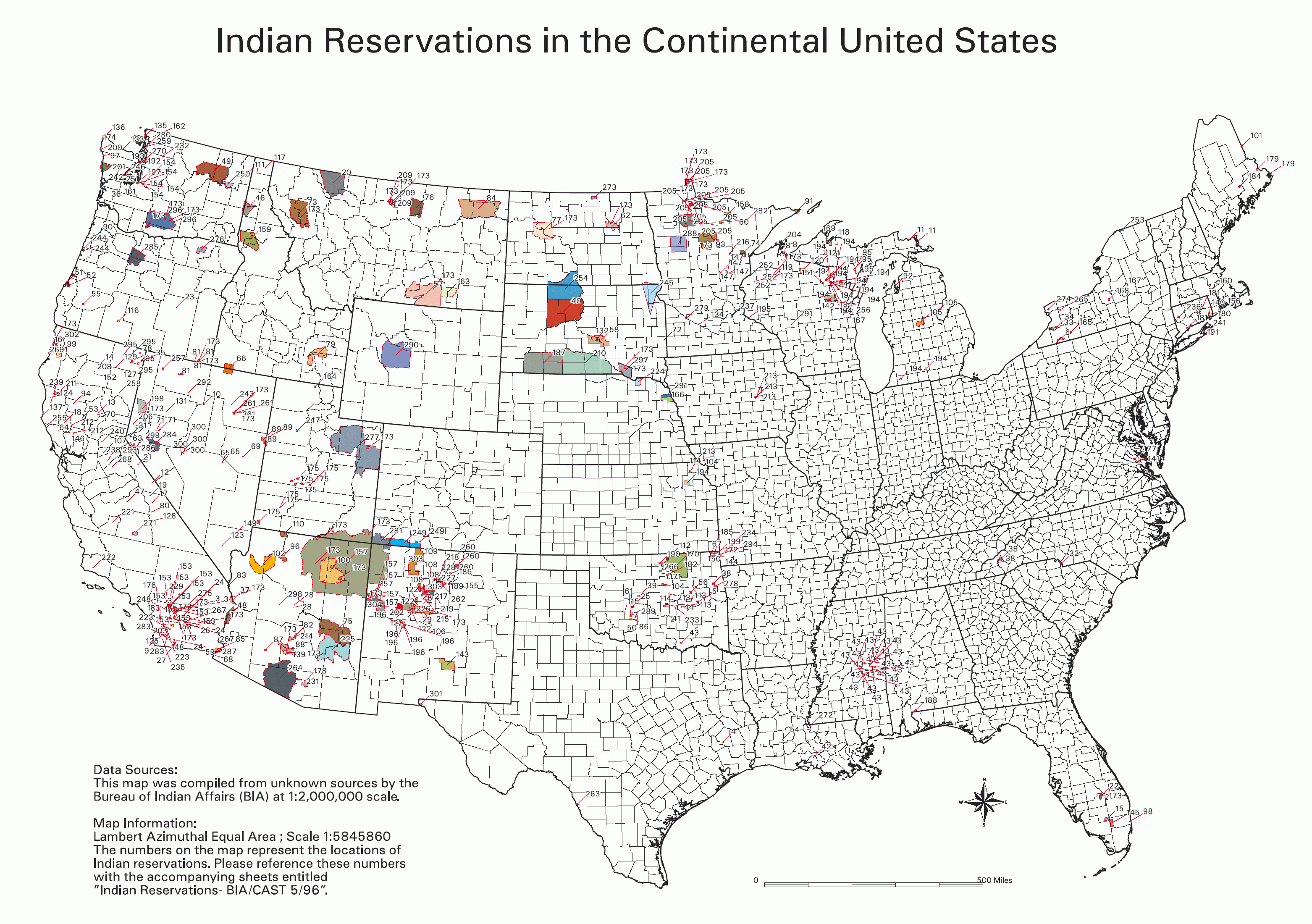
Carte des réserves indiennes aux États-Unis

## A
- Haut – A
- B
- C
- D
- E
- F
- G
- H
- I
- J
- K
- L
- M
- N
- O
- P
- Q
- R
- S
- T
- U
- V
- W
- X
- Y
- Z

- Réserve indienne de Absentee Shawnee
- Réserve indienne de Acoma
- Réserve indienne de Agua Caliente
- Réserve indienne de Ak-Chin Indian Community
- Réserve indienne de Akwesasne Mohawk Reserve
- Réserve indienne d'Alabama-Coushatta
- Réserve indienne de Alabama-Quassarte Creeks
- Réserve indienne de Allegany Reservation
- Réserve indienne de Apache

## B
- Haut – A
- B
- C
- D
- E
- F
- G
- H
- I
- J
- K
- L
- M
- N
- O
- P
- Q
- R
- S
- T
- U
- V
- W
- X
- Y
- Z

- Réserve indienne de Bad River
- Réserve indienne de Barona Ranch
- Réserve indienne de Battle Mountain
- Bay Mills Indian Community, Comté de Chippewa
- Réserve indienne de Benton Paiute
- Réserve indienne de Berry Creek
- Réserve indienne de Big Bend
- Réserve indienne de Big Cypress
- Réserve indienne de Big Lagoon
- Réserve indienne de Big Pine
- Réserve indienne de Big Valley
- Réserve indienne de Bishop
- Réserve indienne des Blackfeet
- Réserve indienne de Bois Forte
- Réserve indienne de Bridgeport
- Réserve indienne séminole de Brighton
- Réserve indienne de Burns Paiute (in Oregon)

## C
- Haut – A
- B
- C
- D
- E
- F
- G
- H
- I
- J
- K
- L
- M
- N
- O
- P
- Q
- R
- S
- T
- U
- V
- W
- X
- Y
- Z

- Cabazon Band of Mission Indians Reservation
- Réserve indienne de Caddo
- Réserve indienne de Cahuilla
- Réserve indienne de Campo
- Réserve indienne de Camp Verde (Yavapai-Apache Nation)
- Réserve indienne de Canoncito
- Réserve indienne de Capitan Grande
- Réserve indienne de Carson
- Réserve indienne de Catawba
- Réserve de Cattaraugus
- Réserve indienne de Cayuga
- Réserve indienne de Cedarville
- Réserve de Chaubunagungamaug
- Réserve indienne de Chehalis
- Réserve indienne de Chemehuevi
- Réserve indienne de Cherokee
- Réserve indienne de Cheyenne-Arapahoe
- Réserve indienne de Cheyenne River
- Réserve indienne de Chickasaw
- Réserve indienne de Chitimacha
- Réserve indienne de Choctaw
- Réserve indienne de Citizen Band of Potawatomi
- Réserve indienne de Cochiti
- Réserve indienne de Cocopah
- Réserve indienne de Cœur d'Alene
- Réserve indienne de Colorado River
- Réserve indienne de Colville
- Réserve indienne de Comanche
- Réserve indienne de Coos, Lower Umpqua et Siuslaw
- Réserve indienne de Coquille
- Réserve indienne de Cortina
- Réserve indienne de Coushatta
- Réserve indienne de Cow Creek
- Réserve indienne de Creek
- Réserve indienne de Crow
- Réserve indienne de Crow Creek
- Réserve indienne de Cuyapaipe

## D
- Haut – A
- B
- C
- D
- E
- F
- G
- H
- I
- J
- K
- L
- M
- N
- O
- P
- Q
- R
- S
- T
- U
- V
- W
- X
- Y
- Z

- Réserve indienne de Deer Creek
- Réserve indienne de Delaware
- Réserve indienne de Devil's Lake
- Réserve indienne de Dresslerville Colony
- Réserve indienne de Dry Creek
- Réserve indienne de Duck Valley
- Réserve indienne de Duckwater

## E
- Haut – A
- B
- C
- D
- E
- F
- G
- H
- I
- J
- K
- L
- M
- N
- O
- P
- Q
- R
- S
- T
- U
- V
- W
- X
- Y
- Z

- Réserve indienne de East Cocopah
- Réserve indienne de Eastern Shawnee
- Réserve indienne de Ely Colony
- Réserve indienne de Enterprise

## F
- Haut – A
- B
- C
- D
- E
- F
- G
- H
- I
- J
- K
- L
- M
- N
- O
- P
- Q
- R
- S
- T
- U
- V
- W
- X
- Y
- Z

- Réserve indienne de Fallon
- Réserve de Flandreau
- Réserve indienne de Flathead
- Réserve indienne de Fond du Lac
- Réserve indienne de Fort Apache (White Mountain Apache Tribe)
- Réserve indienne de Fort Belknap
- Réserve indienne de Fort Berthold
- Réserve indienne de Fort Bidwell
- Réserve indienne de Fort Hall
- Réserve indienne de Fort Independence
- Réserve indienne de Fort McDermitt
- Réserve indienne de Fort McDowell Mohave-Apache
- Réserve indienne de Fort Mojave
- Réserve indienne de Fort Peck
- Réserve indienne de Fort Sill Apache
- Réserve indienne de Fort Yuma

## G
- Haut – A
- B
- C
- D
- E
- F
- G
- H
- I
- J
- K
- L
- M
- N
- O
- P
- Q
- R
- S
- T
- U
- V
- W
- X
- Y
- Z

- Réserve indienne de Gila Bend
- Réserve indienne de Gila River
- Réserve indienne de Goshute
- Réserve indienne de Grand Portage
- Réserve indienne de Grand Ronde (Oregon)
- Réserve indienne de Grand Traverse
- Réserve indienne de Greater Leech Lake
- Réserve indienne de Grindstone

## H
- Haut – A
- B
- C
- D
- E
- F
- G
- H
- I
- J
- K
- L
- M
- N
- O
- P
- Q
- R
- S
- T
- U
- V
- W
- X
- Y
- Z

- Réserve indienne de Hannahville
- Réserve indienne de Havasupai
- Réserve indienne de Hoh
- Réserve indienne de Hollywood
- Réserve indienne de Hoopa Valley
- Réserve indienne de Hopi
- Réserve indienne de Houlton Maliseets
- Réserve indienne de Hualapai

## I
- Haut – A
- B
- C
- D
- E
- F
- G
- H
- I
- J
- K
- L
- M
- N
- O
- P
- Q
- R
- S
- T
- U
- V
- W
- X
- Y
- Z

- Réserve indienne de Inaja
- Réserve indienne de Iowa
- Réserve indienne de Isabella
- Réserve indienne de Isleta

## J
- Haut – A
- B
- C
- D
- E
- F
- G
- H
- I
- J
- K
- L
- M
- N
- O
- P
- Q
- R
- S
- T
- U
- V
- W
- X
- Y
- Z

- Réserve indienne de Jackson
- Réserve indienne de Jemez
- Réserve indienne de Jicarilla Apache

## K
- Haut – A
- B
- C
- D
- E
- F
- G
- H
- I
- J
- K
- L
- M
- N
- O
- P
- Q
- R
- S
- T
- U
- V
- W
- X
- Y
- Z

- Réserve indienne de Kaibab
- Réserve indienne de Kalispel
- Réserve indienne de Kaibab
- Réserve indienne de Kaw
- Réserve indienne de Kialegee Creek
- Réserve indienne de Kikapoo
- Réserve indienne de Kiowa
- Réserve de Klamath
- Réserve indienne de Kootenai

## L
- Haut – A
- B
- C
- D
- E
- F
- G
- H
- I
- J
- K
- L
- M
- N
- O
- P
- Q
- R
- S
- T
- U
- V
- W
- X
- Y
- Z

- Réserve indienne de Lac Courte Oreilles
- Réserve de Lac du Flambeau
- Réserve indienne de Lac Vieux Desert
- Réserve indienne de Laguna
- Réserve indienne de La Jolla
- Réserve indienne de L'Anse
- Réserve indienne de La Posta
- Réserve indienne de Las Vegas
- Réserve indienne de Laytonville Rancheria
- Réserve indienne de Likely Rancheria
- Réserve indienne de Lone Pine
- Réserve indienne de Lookout
- Réserve indienne de Los Coyotes
- Réserve indienne de Lower Brule
- Réserve indienne de Lower Elwah
- Communauté indienne de Lower Sioux
- Réserve indienne de Lummi

## M
- Haut – A
- B
- C
- D
- E
- F
- G
- H
- I
- J
- K
- L
- M
- N
- O
- P
- Q
- R
- S
- T
- U
- V
- W
- X
- Y
- Z

- Réserve indienne de Makah
- Réserve indienne de Manchester
- Réserve indienne de Manzanita
- Réserve indienne de Maricopa
- Réserve indienne de Mashantucket Pequots
- Réserve indienne de Mattaponi
- Réserve indienne de Menominee
- Réserve indienne de Mescalero Apache
- Réserve indienne de Miami
- Réserve indienne de Miccosukee
- Réserve indienne de Middletown
- Réserve indienne de Mille Lacs
- Réserve indienne de Mission
- Réserve indienne de Moapa
- Réserve indienne de Modoc
- Réserve indienne de Mole Lake
- Réserve indienne de Montgomery Creek
- Réserve indienne de Morongo
- Mohegan Tribe of Connecticut Reservation
- Réserve indienne de Muckleshoot

## N
- Haut – A
- B
- C
- D
- E
- F
- G
- H
- I
- J
- K
- L
- M
- N
- O
- P
- Q
- R
- S
- T
- U
- V
- W
- X
- Y
- Z

- Réserve indienne de Nambé
- Réserve indienne de Narragansett
- Réserve indienne de Navajo Nation
- Réserve indienne de Nett Lake
- Nez Perce
- Réserve indienne de Nipmoc-Hassanamisco
- Réserve indienne de Nisqually
- Réserve indienne de Nooksack
- Réserve indienne de Northwestern Shoshone

## O
- Haut – A
- B
- C
- D
- E
- F
- G
- H
- I
- J
- K
- L
- M
- N
- O
- P
- Q
- R
- S
- T
- U
- V
- W
- X
- Y
- Z

- Réserve de Oil Springs
- Réserve Omaha
- Réserve indienne d'Oneida
- Réserve de Onondaga
- Réserve de Ontonagon
- Réserve indienne de Osage
- Réserve indienne de Otoe-Missouri
- Réserve indienne de Ottawa
- Réserve indienne de Out
- Réserve indienne de Ozette

## P
- Haut – A
- B
- C
- D
- E
- F
- G
- H
- I
- J
- K
- L
- M
- N
- O
- P
- Q
- R
- S
- T
- U
- V
- W
- X
- Y
- Z

- Réserve indienne de Paiute
- Réserve indienne de Pala
- Réserve indienne de Pamunkey
- Réserve indienne de Papago
- Réserve de Pascua-Yaqui
- Réserve de Passamaquoddy Indian Township
- Réserve de Passamaquoddy Pleasant Point
- Réserve indienne de Paucatauk Pequot
- Réserve indienne de Paugusett
- Réserve indienne de Pawnee
- Réserve indienne de Pechanga
- Réserve de Penobscot Indian Island
- Réserve indienne de Peoria
- Réserve indienne de Picuris
- Réserve indienne de Pine Ridge
- Réserve indienne de Poarch Creek
- Réserve indienne de Pojoaque
- Réserve indienne de Ponca
- Réserve de Poospatuck
- Réserve de Port Gamble S'Klallam
- Réserve indienne de Port Madison
- Réserve indienne de Potawatomi
- Communauté indienne de Prairie Island
- Réserve indienne de Puertocito
- Réserve indienne de Puyallup
- Réserve indienne de Pyramid Lake
- Réserve indienne de Push

## Q
- Haut – A
- B
- C
- D
- E
- F
- G
- H
- I
- J
- K
- L
- M
- N
- O
- P
- Q
- R
- S
- T
- U
- V
- W
- X
- Y
- Z

- Réserve indienne de Qualla Boundary est  Eastern Band of Cherokee Indians à Cherokee
- Réserve indienne de Quapaw
- Réserve indienne de Quillayute
- Réserve indienne des Quinaults

## R
- Haut – A
- B
- C
- D
- E
- F
- G
- H
- I
- J
- K
- L
- M
- N
- O
- P
- Q
- R
- S
- T
- U
- V
- W
- X
- Y
- Z

- Réserve indienne de Ramah Navajo
- Réserve indienne de Ramona
- Réserve indienne de Red Cliff
- Réserve indienne de Red Lake
- Réserve indienne de Reno-Sparks
- Réserve indienne de Rincon
- Réserve indienne de Roaring Creek
- Réserve indienne de Rocky Boy
- Réserve indienne de Rosebud
- Réserve indienne de Round Valley
- Réserve indienne de Rumsey

## S
- Haut – A
- B
- C
- D
- E
- F
- G
- H
- I
- J
- K
- L
- M
- N
- O
- P
- Q
- R
- S
- T
- U
- V
- W
- X
- Y
- Z

- Réserve indienne de Sac and Fox
- Réserve indienne de Saint Croix
- Réserve indienne de Saint Regis Mohawk Reservation
- Réserve indienne de Salt River Pima-Maricopa
- Réserve indienne de San Carlos Apache
- Réserve indienne de Sandia
- Réserve indienne de Sandy Lake
- Réserve indienne de San Felipe
- Réserve indienne de Pueblo San Ildefonso
- Réserve indienne de San Juan
- Réserve indienne de San Manual
- Réserve indienne de San Pasqual
- Réserve indienne de Santa Ana
- Réserve indienne de Santa Clara
- Réserve indienne de Santa Domingo
- Réserve indienne de Santa Rosa
- Réserve indienne de Santa Ysabel
- Réserve indienne de Santee
- Réserve indienne de Sauk Suiattle
- Réserve indienne de San Xavier
- Réserve indienne de Schaghticoke
- Réserve indienne de Seminole
- Réserve indienne de Seneca-Cayuga
- Réserve indienne de Sequan
- Réserve indienne de Shagticoke
- Réserve indienne de Shakopee-Mdewankanton
- Réserve indienne de Sheep Ranch
- Réserve indienne de Sherwood Valley
- Réserve indienne de Shingle Spring
- Réserve indienne de Shinnecock
- Réserve indienne de Shoalwater
- Réserve indienne de Shoshone
- Réserve indienne de Siletz
- Réserve indienne de Sisseton
- Réserve indienne de Sisseton-Wahpeton
- Réserve indienne de Skokomish
- Réserve indienne de Skull Valley
- Réserve indienne de Soboba
- Réserve indienne de Southern Ute
- Réserve indienne de Spirit Lake
- Réserve indienne de Spokane
- Réserve indienne de Squaxon Island
- Réserve indienne de Standing Rock
- Réserve indienne de Stewarts Point
- Réserve indienne de Stockbridge-Munsee
- Réserve indienne de Summit Lake
- Réserve indienne de Susanville
- Réserve indienne de Swinomish

## T
- Haut – A
- B
- C
- D
- E
- F
- G
- H
- I
- J
- K
- L
- M
- N
- O
- P
- Q
- R
- S
- T
- U
- V
- W
- X
- Y
- Z

- Réserve indienne de Te-Moak
- Réserve indienne de Tesuque
- Réserve indienne de Texas Kickapoo
- Nation de Tohono O'Odham
- Réserve de Tonawanda
- Réserve indienne de Tonikawa
- Réserve de Tonto Apache
- Réserve indienne de Torres Martinez
- Réserve indienne de Toulumne
- Réserve indienne de Trinidad
- Réserve indienne de Tulalip
- Réserve indienne de Tule River
- Réserve indienne de Tunica Biloxi
- Réserve indienne de Turtle Mountain
- Réserve Tuscarora
- Réserve indienne de Twentynine Palms

## U
- Haut – A
- B
- C
- D
- E
- F
- G
- H
- I
- J
- K
- L
- M
- N
- O
- P
- Q
- R
- S
- T
- U
- V
- W
- X
- Y
- Z

- Réserve indienne de Uintah and Ouray
- Confederated Tribes of the Umatilla
- Réserve indienne de Upper Skagit
- Réserve de Ute Mountain

## V
- Haut – A
- B
- C
- D
- E
- F
- G
- H
- I
- J
- K
- L
- M
- N
- O
- P
- Q
- R
- S
- T
- U
- V
- W
- X
- Y
- Z

- Réserve indienne de Vermillion Lake
- Réserve indienne de Viejas

## W
- Haut – A
- B
- C
- D
- E
- F
- G
- H
- I
- J
- K
- L
- M
- N
- O
- P
- Q
- R
- S
- T
- U
- V
- W
- X
- Y
- Z

- Réserve indienne de Walker River
- Réserve indienne de Warm Springs
- Réserve indienne de Washoe
- Réserve indienne de West Cocopah
- Réserve indienne de White Earth
- Réserve indienne de Wichita
- Réserve indienne de Wind River
- Réserve indienne de Winnebago
- Réserve indienne de Winnemucca
- Woodford Indian Community
- Réserve indienne de Wyandotte

## X
- Haut – A
- B
- C
- D
- E
- F
- G
- H
- I
- J
- K
- L
- M
- N
- O
- P
- Q
- R
- S
- T
- U
- V
- W
- X
- Y
- Z

- Réserve indienne de XL Ranch

## Y
- Haut – A
- B
- C
- D
- E
- F
- G
- H
- I
- J
- K
- L
- M
- N
- O
- P
- Q
- R
- S
- T
- U
- V
- W
- X
- Y
- Z

- Réserve indienne des Yakamas
- Réserve indienne de Yankton
- Réserve indienne de Yavapai (Yavapai-Prescott Indian Tribe)
- Réserve indienne de Yerington
- Réserve indienne de Yomba
- Réserve indienne de Ysleta del Sur
- Réserve indienne de Yurok

## Z
- Haut – A
- B
- C
- D
- E
- F
- G
- H
- I
- J
- K
- L
- M
- N
- O
- P
- Q
- R
- S
- T
- U
- V
- W
- X
- Y
- Z

- Réserve indienne de Zia Pueblo

#### Droit international
- Doctrine de la découverte
- Peuple autochtone, Droit des peuples autochtones (Déclaration des droits des peuples autochtones)